# Costas loop
Em telecomunicações, Costas loop é um circuito de phase-locked loop usado para recuperação da fase da portadora de sinais modulados com supressão de portadora.

## Origem
O nome do circuito deve-se ao seu criador, John P. Costas, que em dezembro de 1956 teve seu paper "Synchronous Communications" publicado no Proceedings of the IRE.
Costas queria demonstrar que um sistema AM síncrono (também chamado coerente) double-side band poderia ter desempenho equiparável com o de um single-side band.